# قرص سيغل

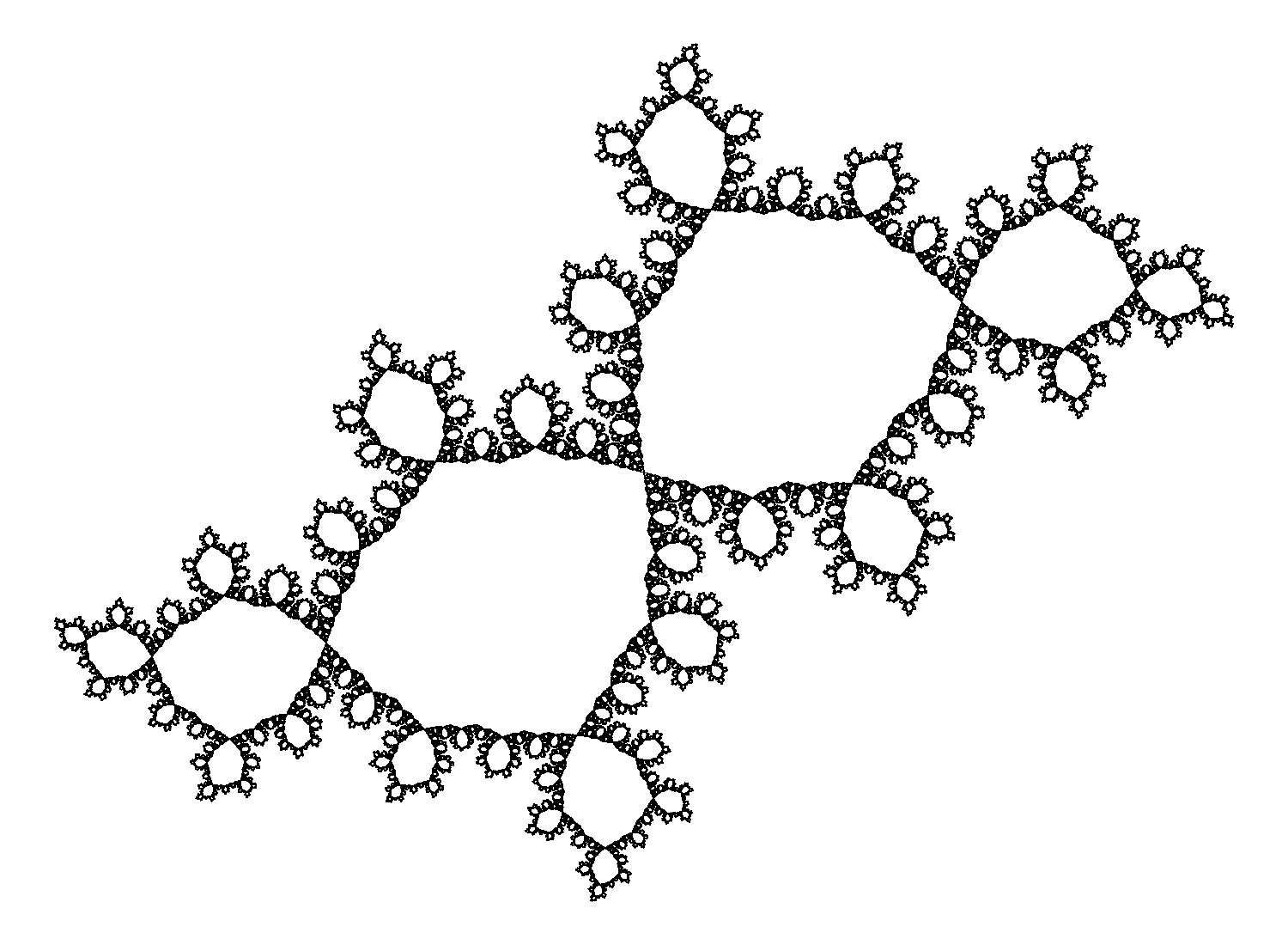

قرص سيغل (بالإنجليزية: Siegel disc)‏ هو مُكون في مجموعة فاتو حيث تترافق الديناميات تحليليا مع الدوران غير عقلاني.